# Aéroport international de N'Djaména
L'aéroport international de N'Djaména (code IATA : NDJ • code OACI : FTTJ) est l'aéroport domestique et international desservant la ville de N'Djaména, capitale du Tchad. Il est également appelé aéroport international Hassan Djamous.

## Caractéristiques
Il est situé à l'ouest du centre-ville de N'Djaména, à moins de trois kilomètres du palais présidentiel. Compte tenu de sa proximité avec la ville de N'Djaména et du fait qu'il sépare la capitale de la ville de Farcha, il est prévu de construire un nouvel aéroport dans la zone de Djermaya. Les équipements aéroportuaires, notamment l'aérogare, sont relativement vétustes.
L'aéroport est doté d'une seule piste bitumée de 2 800 m permettant depuis mars 1984 de faire atterrir et d’accueillir tous types d'appareils, jusqu'au Boeing 747. L'orientation de la piste est 05/23, soit sud-ouest/nord-est.

## Situation
| \| 100 km1:18 338 000 \|Abéché Am-Timan Faya-Largeau Moundou N'Djaména Sarh |
| 100 km1:18 338 000                                                          |

## Compagnies et destinations
| Compagnies             | Destinations                                                |
| ---------------------- | ----------------------------------------------------------- |
| Air Côte d'Ivoire      | Abidjan-F.-H.-Boigny, Douala                                |
| Air France             | Abuja-N. Azikiwe, Paris-Charles de Gaulle                   |
| ASKY Airlines          | Abuja-N. Azikiwe, Douala, Lomé-G. Eyadéma, Yaoundé-Nsimalen |
| Badr Airlines          | Khartoum                                                    |
| Camair-Co              | Douala                                                      |
| CEIBA Intercontinental | Douala, Malabo                                              |
| EgyptAir               | Le Caire                                                    |
| Ethiopian Airlines     | Addis-Abeba Bole                                            |
| Sudan Airways          | Kano-Mallam Aminu, Khartoum                                 |
| Tarco Air              | Khartoum                                                    |
| Turkish Airlines       | Istanbul, Niamey-D. Hamani                                  |

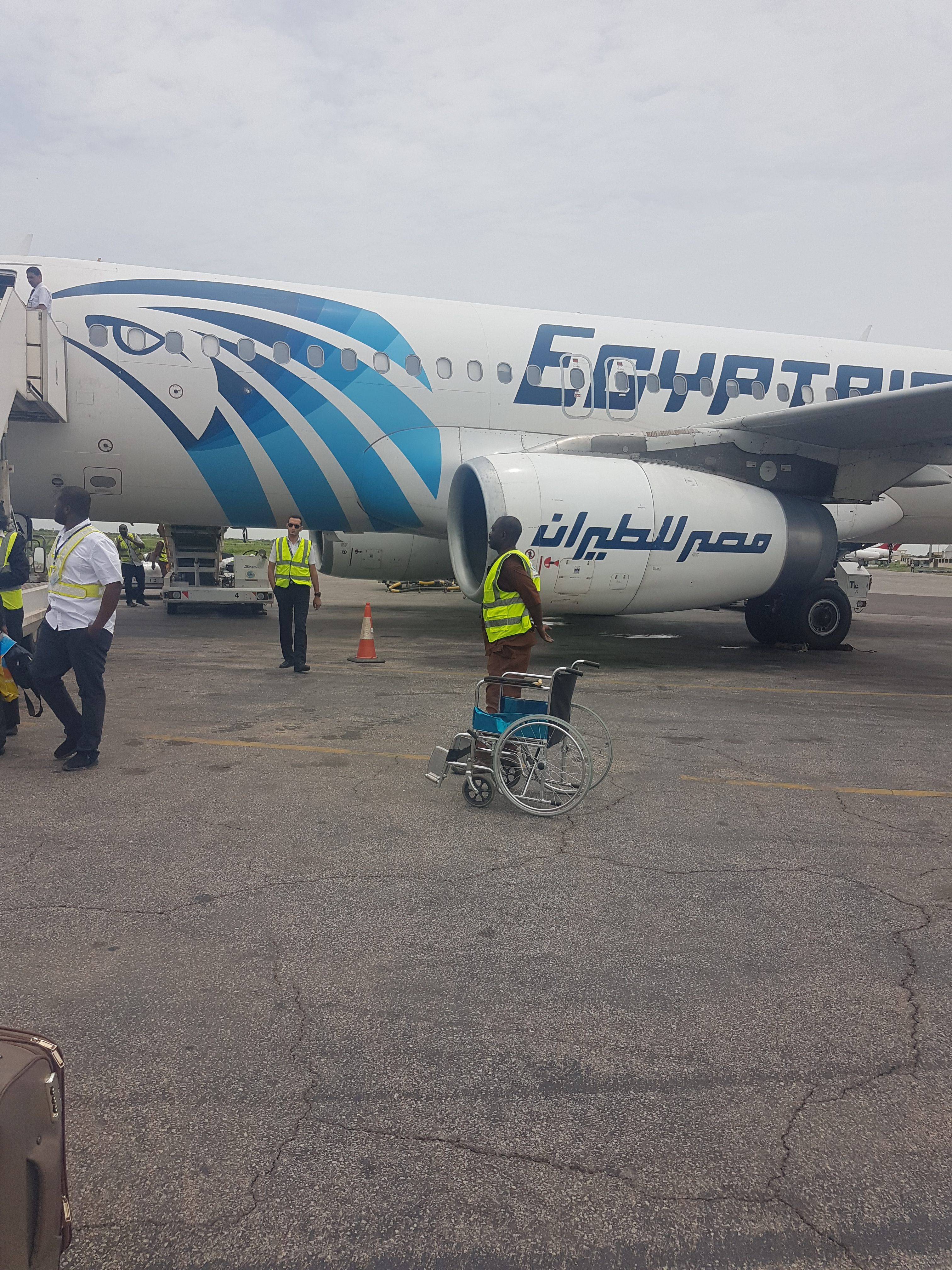
Appareil EgyptAir à l'aéroport international de N'Djaména.

Édité le 13/02/2020  Actualisé le 16/11/2023
À usage civil et militaire, il est utilisé par les forces armées tchadiennes et les forces armées françaises qui y déploient des avions depuis 1939. L'aéroport sert aussi de hub pour les vols humanitaires du Programme alimentaire mondial à destination d'Abéché, Moundou, Sarh, Mao, Ati et Mongo notamment. 
L'aéroport ne dispose pas d'une zone de boutiques hors taxes. Un distributeur automatique de billets et un bureau de change sont disponibles. Au premier étage, il existe un bar.

## Historique
La future base aérienne 172 Fort-Lamy est occupée par un détachement permanent d’avions de l'Armée de l'air française de 1939 jusqu’à son abandon en 1975. La base aérienne est rétrocéder, à partir du 31 janvier 2025, après la dénonciation des accords de coopération militaire, et sécurité défense, par le président Tchadien Mahamat Deby.
Le 20 septembre 1940, les Alliés ouvrent la route aérienne entre Takoradi au Ghana et Le Caire en Égypte. Les avions provenant souvent des États-Unis via le Brésil font escale à Fort-Lamy grâce au ralliement du Tchad à la France libre le 26 août 1940.
Principale base de la petite armée de l'air tchadienne, elle voit, depuis 1986, dans le cadre de l'opération Épervier, le retour d'un détachement permanent de l’armée française.
En 2013, la base est l'élément principal du dispositif aérien de l'Armée de l'air française lors de l'opération Serval au Mali, avec jusqu'à huit Rafale en opérations de guerre et depuis l'une principales plates-formes de l'opération Barkhane couvrant le Sahara.
Le ministère des Armées français a annoncé le départ, dès ce 10 décembre 2024, de ses avions de chasse de type Mirage basés au Tchad. Il prend ainsi acte de la décision de N’Djamena, le 28 novembre, de rompre les accords de coopération militaire qui le liaient à Paris.